# Bni Frassen
Bni Frassen (àrab بني فراسن) és una comuna rural de la província de Taza de la regió de Fes-Meknès. Segons el cens de 2014 tenia una població total de 23.429 persones.